# 動齒真吸唇鱨
動齒真吸唇鱨，為輻鰭魚綱鯰形目倒立鯰科的其中一種，分布於非洲剛果民主共和國Kasai河流域，體長可達18.5公分，棲息在底層水域。

## 扩展阅读
維基物種上的相關：動齒真吸唇鱨